# Liste du patrimoine immobilier classé de Mettet
Cette page regroupe l'ensemble du patrimoine immobilier classé de la ville belge de Mettet.
| Objet | Année de construction / Architecte | Adresse                 | Section communale | Coordonnées                      | Numéro d’inventaire | Illustration |
| --- | ---------------------------------- | ----------------------- | ----------------- | -------------------------------- | ------------------- | --- |
| Aqueduc romain de Mettet |                                    |                         | Mettet            | 50° 19′ 30″ nord, 4° 39′ 03″ est | 92087-CLT-0001-01   | |
| L'église Saint-Martin |                                    |                         | Biesme            | 50° 20′ 04″ nord, 4° 36′ 29″ est | 92087-CLT-0002-01   | L'église Saint-Martin |
| Chapelle Saint-Roch |                                    |                         | Mettet            | 50° 19′ 58″ nord, 4° 37′ 00″ est | 92087-CLT-0003-01   | Chapelle Saint-Roch |
| Monastère Notre-Dame, ancien Château (chapelle, tour, porche, perron, entrée principale, terrasse et quelques cheminées) |                                    | Rue de Furnaux, n° 1    | Ermeton-sur-Biert | 50° 17′ 56″ nord, 4° 43′ 02″ est | 92087-CLT-0005-01   | Monastère Notre-Dame, ancien Château (chapelle, tour, porche, perron, entrée principale, terrasse et quelques cheminées) |
| L'église de la Nativité de Notre-Dame |                                    |                         | Furnaux           | 50° 18′ 30″ nord, 4° 42′ 23″ est | 92087-CLT-0007-01   | Image manquanteTéléverser |
| Le château et la ferme de Bossière (M) et ensemble formé par ces édifices et le parc (S) |                                    | Rue de l'Eglise, n° 2-3 | Bossière          | 50° 20′ 19″ nord, 4° 42′ 05″ est | 92087-CLT-0008-01   | Image manquanteTéléverser |
| Abbaye Saint-Gérard de Brogne |                                    |                         | Saint-Gérard      | 50° 20′ 44″ nord, 4° 44′ 28″ est | 92087-CLT-0009-01   | Abbaye Saint-Gérard de Brogne |
| La chapelle Saint-Roch (M) et ensemble formé par cette chapelle et la butte plantée de tilleuls (S) |                                    |                         | Mettet            | 50° 20′ 47″ nord, 4° 43′ 58″ est | 92087-CLT-0010-01   | Image manquanteTéléverser |
| Ensemble formé par le chemin des Diligences (chemin communal n° 10) et les hêtres qui le bordent, sur le tronçon longé au sud-est par la parcelle cadastrée section C- n° 69 E |                                    |                         | Mettet            | 50° 17′ 23″ nord, 4° 42′ 32″ est | 92087-CLT-0011-01   | Image manquanteTéléverser |
| Certaines parties du château de Thozée ayant appartenu à la famille de Félicien Rops, à savoir : -les façades et toitures du château et de la tour-porche; -le décor intérieur du couloir du rez-de chaussée et de 5 pièces: le salon central, le salon de musique, la chambre bleue, la salle à manger et le salon vert. (M) Ensemble des bâtiments de la ferme du château (EA); Ensemble formé par le château, la ferme, la cour intérieure et les terrains environnants comprenant les trois drèves, le parc avec le jardin à l'anglaise, le verger, les pâtures et les bois (S) |                                    |                         | Thozée            | 50° 20′ 02″ nord, 4° 40′ 16″ est | 92087-CLT-0012-01   | Certaines parties du château de Thozée ayant appartenu à la famille de Félicien Rops, à savoir : -les façades et toitures du château et de la tour-porche; -le décor intérieur du couloir du rez-de chaussée et de 5 pièces: le salon central, le salon de musique, la chambre bleue, la salle à manger et le salon vert. (M) Ensemble des bâtiments de la ferme du château (EA); Ensemble formé par le château, la ferme, la cour intérieure et les terrains environnants comprenant les trois drèves, le parc avec le jardin à l'anglaise, le verger, les pâtures et les bois (S) |
| Chapelle Saint-Roch (façades et toitures) sise rue Albert Ier (M) et établissement d'une zone de protection (ZP) |                                    | Rue Albert Ier          | Mettet            | 50° 19′ 29″ nord, 4° 39′ 27″ est | 92087-CLT-0013-01   | Image manquanteTéléverser |